# Редакции Windows 7
Windows 7 — основная версия операционной системы Microsoft Windows, была выпущена несколькими выпусками с момента ее первоначального выпуска в 2009 году. Только Home Premium, Professional и Ultimate были широко доступны в розничных магазинах (включая Enterprise для крупных предприятий, компаний и т.д.).  Остальные выпуски ориентированы на другие рынки, такие как мир разработки программного обеспечения. Все версии поддерживают 32-разрядные IA-32 процессоры, а все версии, кроме Starter, поддерживают 64-разрядные x64 процессоры. 64-разрядные установочные носители не входят в состав пакетов Home-Basic, но их можно приобрести отдельно у Microsoft.
По данным Microsoft, функции всех версий Windows 7 сохраняются на компьютере независимо от того, какая версия используется. Пользователи, желающие перейти на версию Windows 7 с большим количеством функций, могли использовать обновление Windows Anytime, чтобы приобрести обновление и разблокировать функции этих выпусков, пока оно не было прекращено в 2015 году. 25 июня 2009 года Microsoft объявила информацию о ценах на Windows 7 для некоторых выпусков, а 31 июля 2009 года - о ценах на обновление Windows Anytime и семейный пакет.
Основная поддержка всех версий Windows 7 завершилась 13 января 2015 года, а расширенная поддержка — 14 января 2020 года. После этого операционная система перестала получать поддержку. Профессиональные и корпоративные версии с лицензией на объем данных имели платные расширенные обновления безопасности (ESU), доступные не позднее 10 января 2023 г. С 31 октября 2013 г. Windows 7 больше не доступна в розничной продаже, за исключением остатков предустановленной профессиональной версии, выпуск которой был официально прекращен 31 октября 2016 г.

## Основные издания

Рабочий стол Windows 7 Ultimate

Windows 7 Starter
Windows 7 Starter — это версия Windows 7 с наименьшим количеством функций. Она была доступна только в 32-разрядной версии и не включала тему Windows Aero. Обои на рабочем столе и визуальные стили (Windows 7 Basic) нельзя было изменить. Изначально предполагалось, что она будет поддерживать только три одновременных программы, как и предыдущие версии Windows Starter, однако в финальной версии это ограничение было снято. Она поддерживает только 2 ГБ оперативной памяти.
Эта версия была доступна в предустановленном виде на компьютерах, особенно нетбуках или планшетах Windows, у системных интеграторов или производителей компьютеров, использующих OEM-лицензии.
Windows 7 Home Basic
Windows 7 Home Basic была доступна на «развивающихся рынках» в 141 стране. Некоторые параметры Windows Aero были исключены, как и несколько новых функций. Эта версия была доступна как в 32-разрядной, так и в 64-разрядной версиях и поддерживала до 8 ГБ оперативной памяти. Home Basic, как и другие версии, продаваемые на развивающихся рынках, включает географическое ограничение активации, которое требует от пользователей активации Windows в определённом регионе или стране.
Windows 7 Home Premium
Эта версия содержит функции, ориентированные на домашний сегмент рынка, такие как Windows Media Center, Windows Aero и поддержка мультитач. Она поддерживает до 16 ГБ оперативной памяти и доступна как в 32-разрядной, так и в 64-разрядной версиях.
Windows 7 Профессиональная
Эта версия предназначена для энтузиастов, пользователей малого бизнеса и школ. Она включает в себя все функции Windows 7 Home Premium и позволяет участвовать в работе домена Windows Server. Дополнительные функции включают поддержку до 192 ГБ оперативной памяти (увеличение с 16 ГБ),  до двух физических процессоров, работу в качестве сервера удаленного рабочего стола, печать с учетом местоположения, резервное копирование в сетевое хранилище, шифрование файловой системы, режим презентации, политики ограничения программного обеспечения (но не дополнительные функции управления AppLocker) и режим Windows XP.  Он был доступен как в 32-разрядной, так и в 64-разрядной версиях.
Windows 7 Enterprise
Это издание предназначалось для корпоративного сегмента рынка и продавалось через корпоративное лицензирование компаниям, имеющим контракт с Microsoft на обеспечение программного обеспечения (SA). Дополнительные функции включают поддержку пакетов многоязычного пользовательского интерфейса (MUI), шифрование диска BitLocker и поддержку приложений UNIX. Эта версия, недоступная в розничной торговле или по каналам OEM, распространяется через SA. В результате она включает в себя несколько преимуществ, доступных только через SA, в том числе лицензию, позволяющую использовать узлы без дисков (ПК без дисков) и активировать ключ лицензии на объем (VLK).
Windows 7 Ultimate

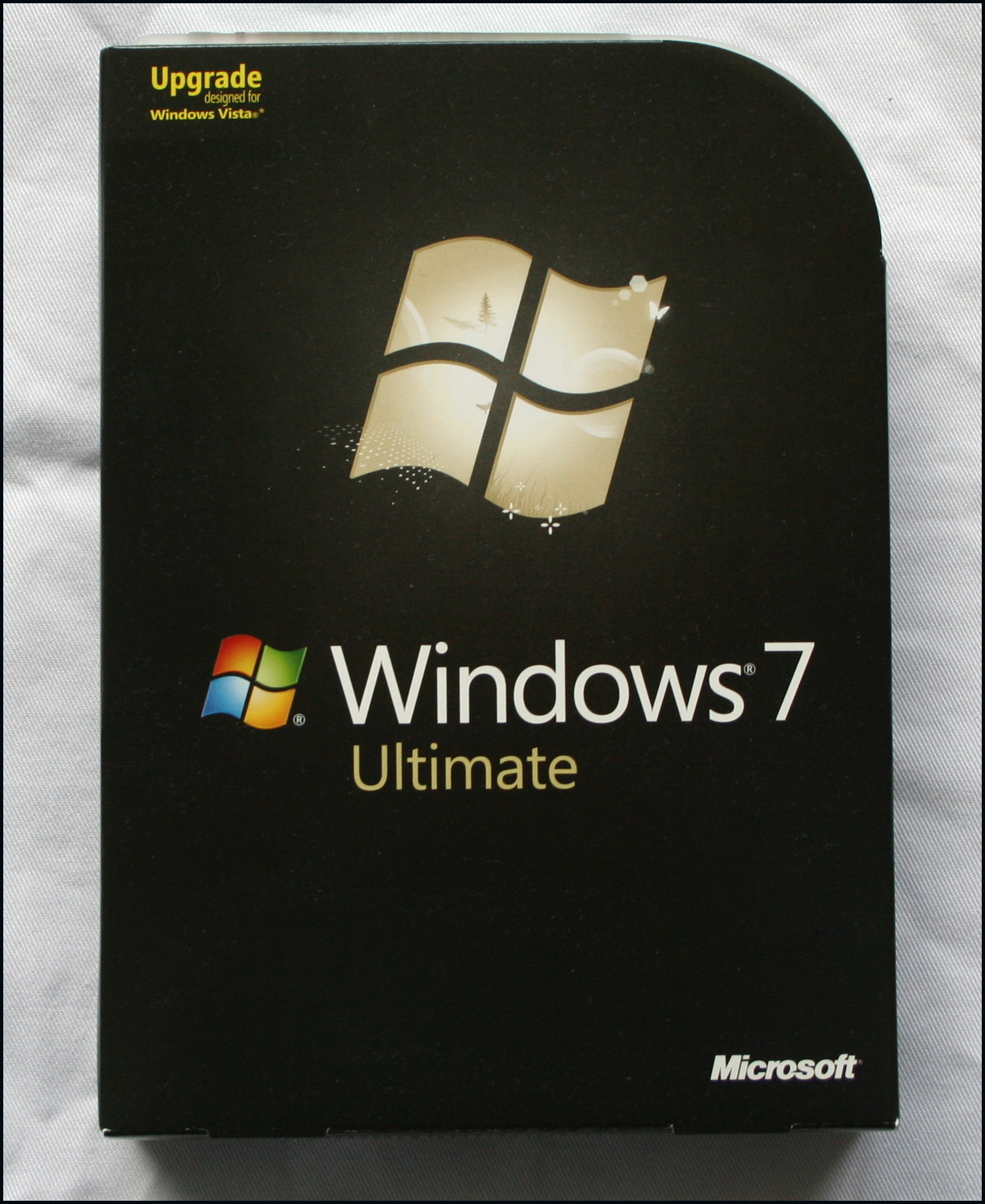
BOX-коробка Windows 7 Ultimate

Windows 7 Ultimate — это версия Windows 7, в которой содержится наибольшее количество функций. Она включает в себя все функции Windows 7 Home Premium и Professional, а также некоторые дополнительные функции, ориентированные на предприятия, которые были доступны только в Windows 7 Enterprise; эта версия также была доступна домашним пользователям по индивидуальной лицензии. Если пользователь Windows 7 Home Premium или Professional захочет перейти на Windows 7 Ultimate, он сможет сделать это с помощью Windows Anytime Upgrade за дополнительную плату. Эта услуга по-прежнему доступна для всех пользователей, желающих перейти на более новую версию. Как и Windows 7 Professional, она поддерживает до 192 ГБ оперативной памяти и до двух физических процессоров и доступна как в 32-разрядной, так и в 64-разрядной версиях. В отличие от Windows Vista Ultimate, она не включает функцию Windows Ultimate Extras или какие-либо другие эксклюзивные функции, о которых заявляет Microsoft.

## Издания специального назначения
Основные издания также могут выпускаться в виде одного из следующих специальных изданий:
Издания N и KN
Функции в редакциях N и KN такие же, как и в соответствующих полных версиях, но не включают Windows Media Player или другие технологии, связанные с Windows Media, такие как Windows Media Center и Windows DVD Maker из-за ограничений, установленных Европейским союзом и Южной Кореей соответственно. Стоимость редакций N и KN такая же, как и у полных версий, поскольку пакет Media Feature Pack для Windows 7 N или Windows 7 KN можно бесплатно загрузить с сайта Microsoft.
Электронное издание
Функции в редакции E такие же, как и в полных версиях, но не включают Internet Explorer из-за ограничений, установленных Европейским союзом. Стоимость редакции E была ниже, чем у полной версии.
Фирменное издание
Подписная версия Windows 7 — это памятная версия Windows 7 Ultimate для тех, кто устраивает вечеринку по случаю выхода Windows 7. Она функционально не отличается от Windows 7 Ultimate.

## Обновленные версии
Обновление на месте с Windows Vista с пакетом обновления 1 до Windows 7 поддерживается, если архитектура процессора и язык совпадают, а редакции совпадают (см. ниже).  Обновление на месте не поддерживается для более ранних версий Windows; для перехода на Windows 7 на этих компьютерах требуется чистая установка, то есть удаление старой операционной системы, установка Windows 7 и переустановка всех ранее установленных программ. Windows Easy Transfer может помочь в этом процессе. Microsoft выпустила обновлённые версии Windows 7 для некоторых выпусков Windows XP и Windows Vista. Разница между этими версиями и полноценными версиями Windows 7 заключается в более низкой цене и необходимости подтверждения лицензионного владения предыдущей версией Windows. К этим версиям также применяются те же ограничения по обновлению на месте. Кроме того, на некоторых рынках Windows 7 доступна в качестве обновлённой версии Family Pack для перехода на Windows 7 Home Premium. Вы получаете лицензии на обновление трёх компьютеров с Vista или Windows XP до Windows 7 Home Premium. Это не полные версии, поэтому на каждом обновляемом компьютере должна быть одна из этих предыдущих версий Windows, чтобы они работали. В США срок действия этого предложения истёк в начале декабря 2009 года. В октябре 2010 года, в честь годовщины Windows 7, Microsoft снова сделала Windows 7 Home Premium Family Pack доступной в течение ограниченного времени, пока были в наличии.

### Совместимость с обновлением
Существует два возможных способа обновления до Windows 7 с более ранней версии Windows:
- Установка на месте (обозначается в установщике как «Обновление»), при которой настройки и программы сохраняются из более старой версии Windows. Эта опция доступна не всегда, в зависимости от используемой версии Windows, и недоступна вообще, если вы обновляетесь с Windows Vista.
- Чистая установка (обозначается в установщике как «Пользовательская»), при которой все настройки, включая учётные записи пользователей, приложения, настройки пользователей, музыку, фотографии и программы, полностью удаляются, а текущая операционная система удаляется и заменяется на Windows 7. Эта опция всегда доступна и требуется для всех версий Windows XP.

В таблице ниже перечислены способы обновления, которые позволяют выполнить установку на месте. Обратите внимание, что обновление на месте можно выполнить только в том случае, если предыдущая версия Windows имеет ту же архитектуру. При обновлении с 32-разрядной версии на 64-разрядную или при понижении с 64-разрядной версии на 32-разрядную необходимо выполнить чистую установку независимо от используемой версии.
| Версия и ее конкретный выпуск Windows для обновления с | Версия Windows 7 для обновления до | Версия Windows 7 для обновления до | Версия Windows 7 для обновления до | Версия Windows 7 для обновления до | Версия Windows 7 для обновления до |
| Версия и ее конкретный выпуск Windows для обновления с | Главная Основная                   | Дом Премиум-класса                 | Профессиональный                   | Предприятие                        | Окончательный                      |
| ------------------------------------------------------ | ---------------------------------- | ---------------------------------- | ---------------------------------- | ---------------------------------- | ---------------------------------- |
| Vista Home Basic                                       | На месте                           | На месте                           | Чистый                             | Чистый                             | На месте                           |
| Vista Home Premium                                     | Чистый                             | На месте                           | Чистый                             | Чистый                             | На месте                           |
| Windows Vista Business                                 | Чистый                             | Чистый                             | На месте                           | На месте                           | На месте                           |
| Vista Enterprise                                       | Чистый                             | Чистый                             | Чистый                             | На месте                           | Чистый                             |
| Vista Ultimate                                         | Чистый                             | Чистый                             | Чистый                             | Чистый                             | На месте                           |
| ХР                                                     | Чистый                             | Чистый                             | Чистый                             | Чистый                             | Чистый                             |
| 2000/ME и ранее                                        | Неподходящий                       | Неподходящий                       | Неподходящий                       | Неподходящий                       | Неподходящий                       |

 Доступен вариант установки на месте.
 Требуется чистая установка.
 Не подходит для обновления; требуется полная версия Windows и чистая установка.

### Обновляемые версии в любое время
Microsoft поддерживает обновление с более низкой версии Windows 7 до более высокой с помощью инструмента Windows Anytime Upgrade. В настоящее время доступны три розничных варианта (хотя в настоящее время неясно, можно ли использовать их с предыдущими версиями N), однако версий Anytime Upgrade для семейных пользователей не существует. Для обновления с помощью ключа продукта из стандартной версии (например, Home Premium до Ultimate) можно было использовать ключ продукта из стандартной версии.
- Стартер для домашнего Премиум-класса
- От Начинающего до Профессионала1
- От начального до Окончательного1
- От домашнего Премиум-класса до Профессионального
- От Home Premium до Ultimate
- От профессионала до совершенства1

1 Доступно в розничной продаже и в Microsoft Store

## Производные финансовые инструменты
Тонкий ПК с Windows
9 февраля 2011 года Microsoft анонсировала Windows Thin PC — фирменную версию Windows Embedded Standard 7 с пакетом обновления 1, разработанную как облегчённая версия Windows 7 для установки на ПК с низкой производительностью в качестве альтернативы использованию специального тонкого клиентского устройства. Она пришла на смену Windows Fundamentals для устаревших ПК, которая была основана на Windows XP Embedded. Windows Thin PC была выпущена 6 июня 2011 года.
Основная поддержка Windows Thin PC завершилась 11 октября 2016 года, а расширенная поддержка — 12 октября 2021 года.
Встроенные версии
Windows 7 также доступна в двух различных версиях Windows Embedded, которые называются Windows Embedded Standard 7 (до выпуска была известна как Windows Embedded Standard 2011, а новейшая версия — Windows Embedded Standard 7 с пакетом обновления 1) и Windows Embedded POSReady 7. Обе версии имеют право на расширенные обновления безопасности (ESU) в течение 3 лет после окончания расширенной поддержки. Кроме того, доступны двоичные идентичные для встраиваемых систем (FES) варианты Professional и Ultimate, которые отличаются только лицензированием и периодами поддержки, совпадающими с периодами поддержки вариантов без FES.
Основная поддержка Windows Embedded 7 Standard закончилась 13 октября 2015 г., а расширенная поддержка - 13 октября 2020 г. Основная поддержка Windows Embedded POSReady 7 закончилась 11 октября 2016 г., а расширенная поддержка - 12 октября 2021 г. Расширенные обновления безопасности (ESU) закончились для Windows Embedded 7 Standard 10 октября 2023 г. и для Windows Embedded POSReady 7 8 октября 2024 г.

## Сравнительная диаграмма
| Features                                                                              | Starter               | Home Basic                                    | Home Premium               | Professional                                               | Enterprise                                   | Ultimate                                     |
| ------------------------------------------------------------------------------------- | --------------------- | --------------------------------------------- | -------------------------- | ---------------------------------------------------------- | -------------------------------------------- | -------------------------------------------- |
| Licensing scheme                                                                      | OEM licensing         | Retail and OEM licensing in emerging markets  | Retail and OEM licensing   | Retail, OEM and volume licensing                           | Volume licensing                             | Retail and OEM licensing                     |
| Максимальная физическая память (ОЗУ) (32-разрядная)                                   | 2 ГБ                  | 4 ГБ                                          | 4 ГБ                       | 4 ГБ                                                       | 4 ГБ                                         | 4 ГБ                                         |
| Максимальная физическая память (ОЗУ) (64-разрядная)                                   | —                     | 8 ГБ                                          | 16 ГБ                      | 192 ГБ                                                     | 192 ГБ                                       | 192 ГБ                                       |
| Максимальное количество поддерживаемых физических процессоров                         | 1                     | 1                                             | 1                          | 2                                                          | 2                                            | 2                                            |
| Настольные Гаджеты                                                                    | ДА                    | ДА                                            | ДА                         | ДА                                                         | ДА                                           | ДА                                           |
| Встроенная поддержка AVCHD                                                            | НЕТ                   | ДА                                            | ДА                         | ДА                                                         | ДА                                           | ДА                                           |
| Несколько мониторов (требуется высокое качество)[расплывчато]                         | НЕТ                   | ДА                                            | ДА                         | ДА                                                         | ДА                                           | ДА                                           |
| Быстрое переключение между пользователями                                             | НЕТ                   | ДА                                            | ДА                         | ДА                                                         | ДА                                           | ДА                                           |
| Оконный менеджер рабочего стола                                                       | НЕТ                   | ДА                                            | ДА                         | ДА                                                         | ДА                                           | ДА                                           |
| Центр мобильности Windows                                                             | НЕТ                   | ДА                                            | ДА                         | ДА                                                         | ДА                                           | ДА                                           |
| Печать через Интернет                                                                 | НЕТ                   | ДА                                            | ДА                         | ДА                                                         | ДА                                           | ДА                                           |
| Родительский контроль Windows                                                         | ДА                    | ДА                                            | ДА                         | ДА                                                         | ДА                                           | ДА                                           |
| Доступна 64-разрядная версия?                                                         | НЕТ                   | ДА                                            | ДА                         | ДА                                                         | ДА                                           | ДА                                           |
| Windows Aero                                                                          | НЕТ                   | Частично (только композиция на рабочем столе) | ДА                         | ДА                                                         | ДА                                           | ДА                                           |
| Встроенный декодер DVD (MPEG-2 и Dolby Digital)                                       | НЕТ                   | НЕТ                                           | ДА                         | ДА                                                         | ДА                                           | ДА                                           |
| Мультитач                                                                             | НЕТ                   | НЕТ                                           | ДА                         | ДА                                                         | ДА                                           | ДА                                           |
| Медиацентр Windows                                                                    | НЕТ                   | НЕТ                                           | ДА                         | ДА                                                         | ДА                                           | ДА                                           |
| Проигрыватель Windows Media для удаленного доступа к мультимедиа                      | НЕТ                   | НЕТ                                           | Да                         | Да                                                         | Да                                           | Да                                           |
| Премиум-игры включены в стоимость                                                     | НЕТ                   | НЕТ                                           | ДА                         | Да                                                         | Да                                           | ДА                                           |
| Поддержка домашней группы                                                             | Только присоединиться | Только присоединиться                         | Создать или присоединиться | Создать или присоединиться                                 | Создать или присоединиться                   | Создать или присоединиться                   |
| Резервное копирование в сети с помощью Центра резервного копирования и восстановления | НЕТ                   | НЕТ                                           | НЕТ                        | ДА                                                         | ДА                                           | ДА                                           |
| Выступать в качестве хоста для служб удаленного рабочего стола                        | НЕТ                   | НЕТ                                           | НЕТ                        | ДА                                                         | ДА                                           | ДА                                           |
| Динамические диски                                                                    | НЕТ                   | НЕТ                                           | НЕТ                        | ДА                                                         | ДА                                           | ДА                                           |
| Шифрование файловой системы                                                           | НЕТ                   | НЕТ                                           | НЕТ                        | ДА                                                         | ДА                                           | ДА                                           |
| Печать с учетом местоположения                                                        | НЕТ                   | НЕТ                                           | НЕТ                        | ДА                                                         | ДА                                           | ДА                                           |
| Режим презентации                                                                     | НЕТ                   | НЕТ                                           | НЕТ                        | ДА                                                         | ДА                                           | ДА                                           |
| Групповая политика                                                                    | НЕТ                   | НЕТ                                           | НЕТ                        | ДА                                                         | ДА                                           | ДА                                           |
| Автономные файлы и перенаправление папки                                              | НЕТ                   | НЕТ                                           | НЕТ                        | ДА                                                         | ДА                                           | ДА                                           |
| Присоединение к домену Windows Server                                                 | НЕТ                   | НЕТ                                           | НЕТ                        | ДА                                                         | ДА                                           | ДА                                           |
| Режим Windows XP                                                                      | НЕТ                   | Частичный                                     | Частичный                  | ДА                                                         | ДА                                           | ДА                                           |
| Политики ограничения использования программного обеспечения                           | НЕТ                   | НЕТ                                           | НЕТ                        | ДА                                                         | ДА                                           | ДА                                           |
| Инструменты удаленного администрирования                                              | НЕТ                   | НЕТ                                           | НЕТ                        | ДА                                                         | ДА                                           | ДА                                           |
| Облегченные службы каталогов Active Directory (AD LDS)                                | НЕТ                   | НЕТ                                           | НЕТ                        | ДА                                                         | ДА                                           | ДА                                           |
| Блокировщик приложений                                                                | НЕТ                   | НЕТ                                           | НЕТ                        | Создавайте политики, но не можете применять их на практике | Создание и принудительное применение политик | Создание и принудительное применение политик |
| Дистанционное управление аэростеклом                                                  | НЕТ                   | НЕТ                                           | НЕТ                        | НЕТ                                                        | ДА                                           | ДА                                           |
| Перенаправление мультимедиа проигрывателя Windows Media                               | НЕТ                   | НЕТ                                           | НЕТ                        | НЕТ                                                        | Да                                           | Да                                           |
| Сферы корпоративного поиска                                                           | НЕТ                   | НЕТ                                           | НЕТ                        | НЕТ                                                        | ДА                                           | ДА                                           |
| Объединенный поиск                                                                    | НЕТ                   | НЕТ                                           | НЕТ                        | НЕТ                                                        | ДА                                           | ДА                                           |
| Шифрование диска BitLocker                                                            | НЕТ                   | НЕТ                                           | НЕТ                        | НЕТ                                                        | ДА                                           | ДА                                           |
| Распределенный кэш BranchCache                                                        | НЕТ                   | НЕТ                                           | НЕТ                        | НЕТ                                                        | ДА                                           | ДА                                           |
| Подсистема для приложений на базе Unix                                                | НЕТ                   | НЕТ                                           | НЕТ                        | НЕТ                                                        | ДА                                           | ДА                                           |
| Поддерживает пакеты с Многоязычным пользовательским интерфейсом                       | НЕТ                   | НЕТ                                           | НЕТ                        | НЕТ                                                        | ДА                                           | ДА                                           |
| Улучшения инфраструктуры виртуальных рабочих столов (VDI)                             | НЕТ                   | НЕТ                                           | НЕТ                        | НЕТ                                                        | ДА                                           | ДА                                           |
| Лицензированная инфраструктура виртуальных рабочих столов (VDI)                       | НЕТ                   | НЕТ                                           | НЕТ                        | НЕТ                                                        | ДА                                           | ДА                                           |
| Загрузка с VHD- диска                                                                 | НЕТ                   | НЕТ                                           | НЕТ                        | НЕТ                                                        | ДА                                           | ДА                                           |
| Переключение между любым из 37 доступных языков                                       | НЕТ                   | НЕТ                                           | НЕТ                        | НЕТ                                                        | Да                                           | Да                                           |
| Характеристики                                                                        | Стартер               | Домашний Базовый                              | Дом Премиум-класса         | Профессиональный                                           | Предприятие                                  | Окончательный                                |